# Paul Dubois (sculpteur français)
Pour les articles homonymes, voir Dubois et Paul Dubois.
Paul Dubois, né le 18 juillet 1829 à Nogent-sur-Seine (Aube) et mort le 23 mai 1905 à Paris (6e arrondissement), est un sculpteur et peintre français.

## Biographie
Paul Dubois est le fils de François Antoine Dubois (1798-1868), notaire royal, maire de Nogent-sur-Seine et conseiller général de l'Aube, et le petit-neveu du sculpteur Jean-Baptiste Pigalle. Après des études de droit, il est admis à l'École des beaux-arts de Paris dans l'atelier d'Armand Toussaint, puis il se rend à Rome. Il débute au Salon de 1860 en exposant le Buste de la comtesse de B. et un Enfant. Il obtient une médaille pour ses deux premières statues Saint Jean-Baptiste et Narcisse au bain en 1863.
Profondément influencé par l'Italie et l'art de la Renaissance, il devient chef de file des sculpteurs dits « florentins », émules de leurs prédécesseurs du Quattrocento.
De retour à Paris, il rencontre un vif succès avec le Chanteur florentin du XVe siècle et remporte la médaille d'honneur du Salon de 1865.
Paul Dubois se lie d'amitié avec d'autres sculpteurs, Henri Chapu (1833-1891), Alexandre Falguière (1831-1900) et des musiciens comme Georges Bizet (1838-1875).
Le duc d'Aumale lui commande la statue équestre du connétable Anne de Montmorency située au centre de l'esplanade menant à l'entrée du château de Chantilly.
Une de ses œuvres majeures est la statuaire du Cénotaphe du général de Lamoricière à la cathédrale de Nantes. Dubois est chargé de sculpter les quatre statues en bronze qui encadrent le mausolée, elles sont notamment inspirées des allégories du tombeau des Médicis à Florence. Il expose deux de ces figures, La Charité et La Sagesse, au Salon de 1877.
En 1865 et 1876, il obtient une médaille d'honneur au Salon des beaux-arts. Il est membre de l'Académie des beaux-arts.
En 1873, Dubois est nommé conservateur du musée du Luxembourg. En 1878 il succède à Eugène Guillaume comme directeur de l'École des beaux-arts de Paris.
Il a pour élèves  Fabio Stecchi et Camille Claudel jusqu'à la rencontre de celle-ci avec Auguste Rodin en 1884.
Son Monument à Jeanne d'Arc, inauguré sur le parvis de la cathédrale de Reims, le 14 juillet 1896, contribue également à sa renommée et lui vaut d'être promu grand-croix de la Légion d'honneur par le président de la République Félix Faure.

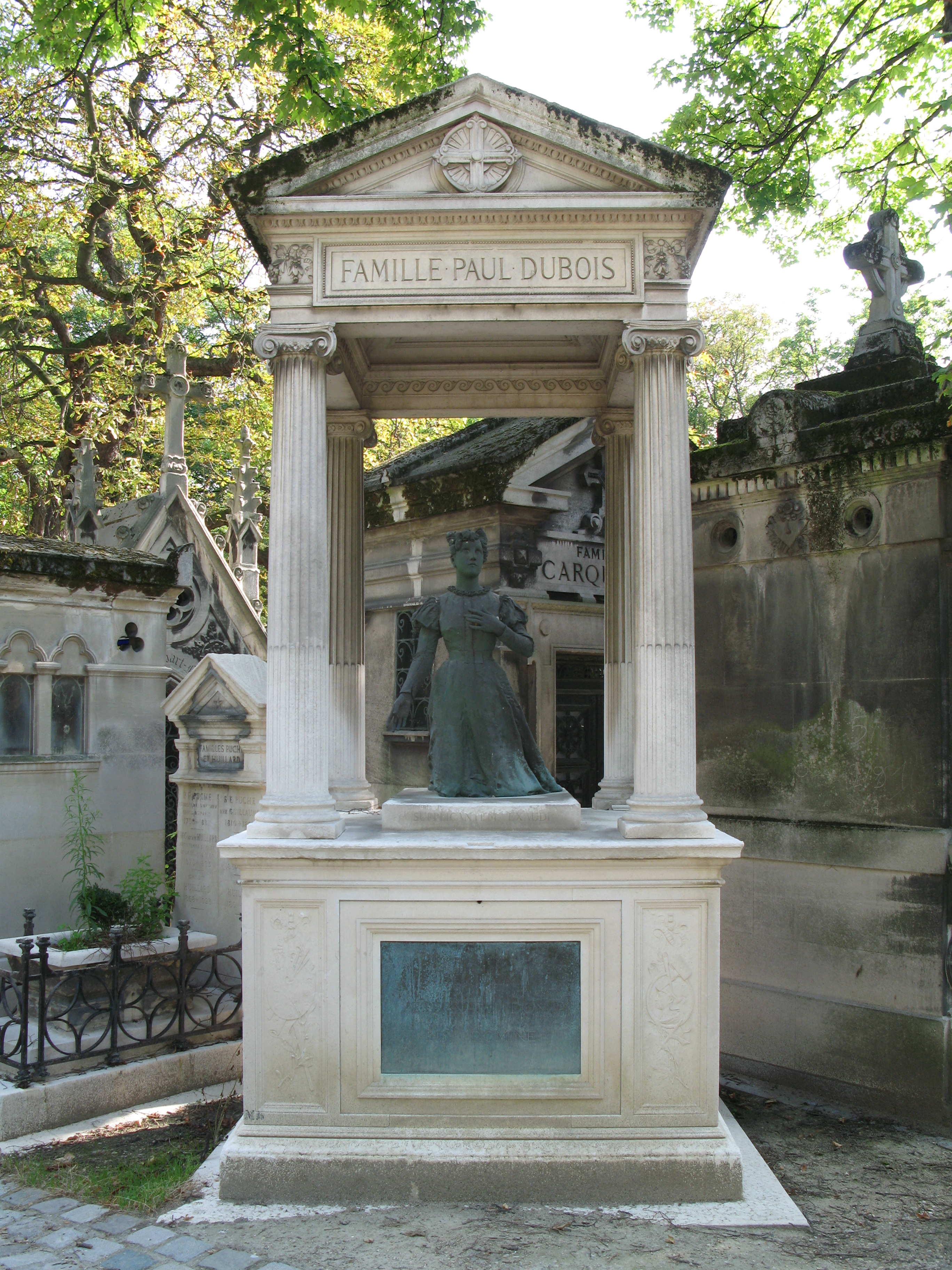
Monument funéraire de Paul Dubois, orné d'une statue de sa mère sculptée par l'artiste, Paris, cimetière du Père-Lachaise.

Paul Dubois meurt le 23 mai 1905 à Paris. Il repose au cimetière du Père-Lachaise, (9e division). Son monument funéraire est orné d'une statue en bronze du sculpteur représentant sa mère, Claudine Sophie.
Gendre d'Alphonse Pelletier, directeur de l'administration générale à la préfecture de la Seine, il est le père de Francis Paul-Dubois (1864-1953) - gendre de Godefroy Cavaignac - et de Louis Paul-Dubois (1868-1937) - gendre d'Hippolyte Taine, ainsi que le grand-père de Bernardine Melchior Bonnet.

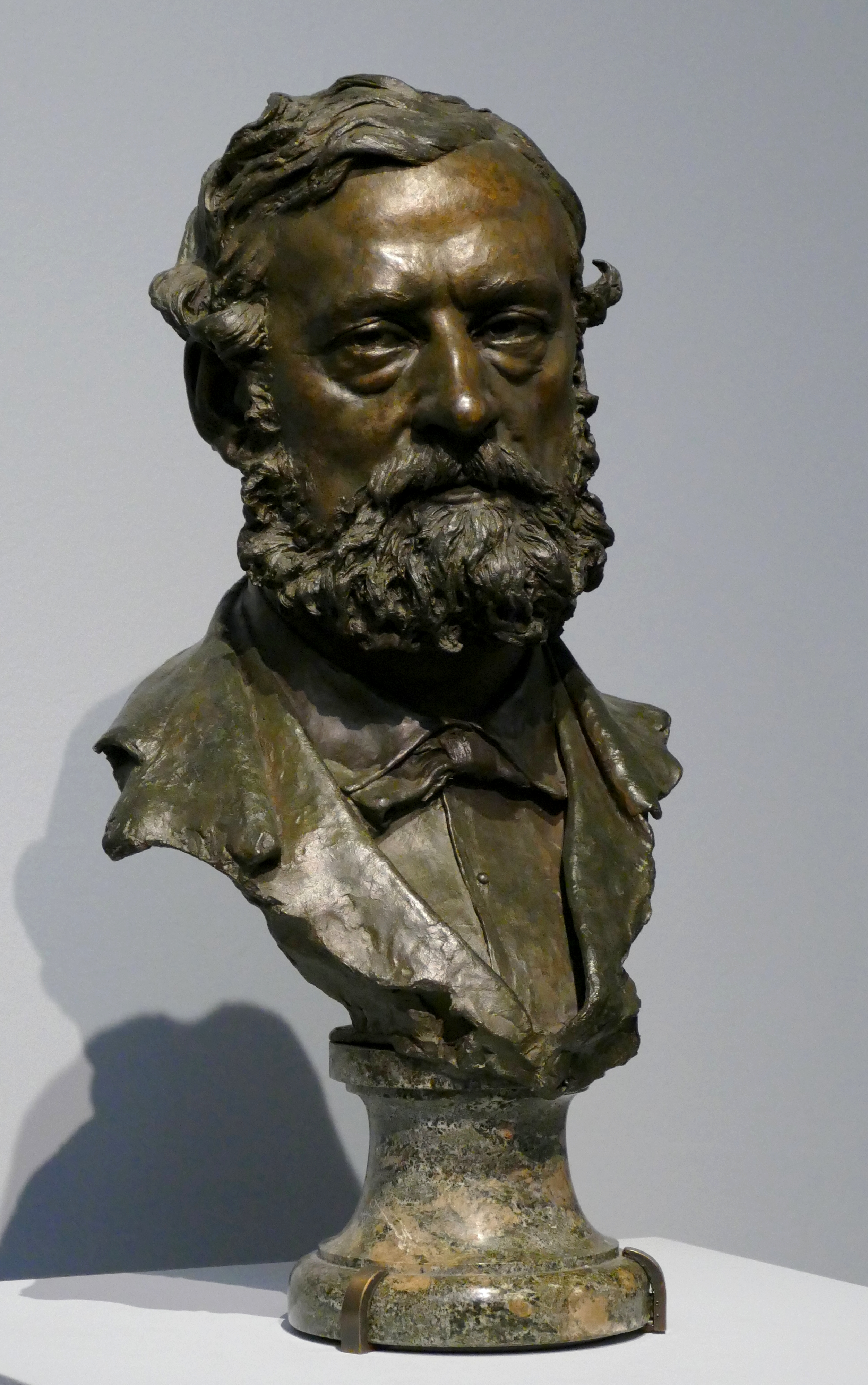
Buste de Paul Dubois par Vincenzo Gemito, 1879. Musée Camille Claudel.

## Distinctions
- Grand-croix de la Légion d'honneur

## Œuvres dans les collections publiques
- Chantilly, château de Chantilly, esplanade : Monument à Anne de Montmorency, statue équestre en bronze.
- Dreux, chapelle Royale : gisant d'Henri d'Orléans, duc d'Aumale 1822 1897 cinquième fils de Louis Philippe.
- Gray (Haute-Saône), musée Baron-Martin, Mère et enfant, biscuit de Sèvres, 23,2 x 24 cm, legs d'Albert Pomme de Mirimonde à la RMN, affecté au musée de Gray.
- Montpellier, musée Fabre : Buste d'Alexandre Cabanel, 1882.
- Nancy : Le Souvenir, Salon de 1899.
- Nantes, Cathédrale Saint-Pierre-et-Saint-Paul : La Charité ; La Sagesse ; La Foi ; Le Courage militaire, statues en bronze cantonnant le Cénotaphe du général de Lamoricière.
- Paris :
  - Académie nationale de médecine : Louis Pasteur, buste[5].
  - musée d'Orsay : Chanteur florentin du XVe siècle, 1865, bronze argenté[6]. Le modèle en plâtre de cette statue se trouve au Musée des Beaux-Arts de Troyes[7].
  - musée de la vie romantique : Buste de femme, marbre.
  - Petit Palais : Ève naissante, 1873.
  - place Saint-Augustin : Monument à Jeanne d'Arc, 1900.
  - église de la Sainte-Trinité de Paris : La Vierge à l'Enfant.
- Reims : Monument à Jeanne d'Arc, 1896[8].
- Troyes :
  - Ensembles d'esquisses, Dante, angelots, buste de femme,
  - Marie-Louise d'Adda Salvaterra,
  - Femmes nue dans un bois,
  - paysanne italienne,
  - Paysage, falaise,
  - Marine,
  - Étude d'arbres,
  - Courage militaire,
  - charité,
  - foi.

## Galerie

Œuvres de Paul Dubois
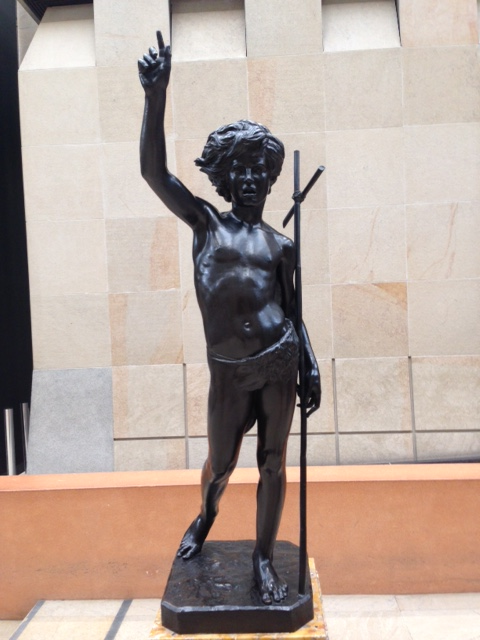
Saint Jean-Baptiste enfant (1861), Paris, musée d'Orsay[9].
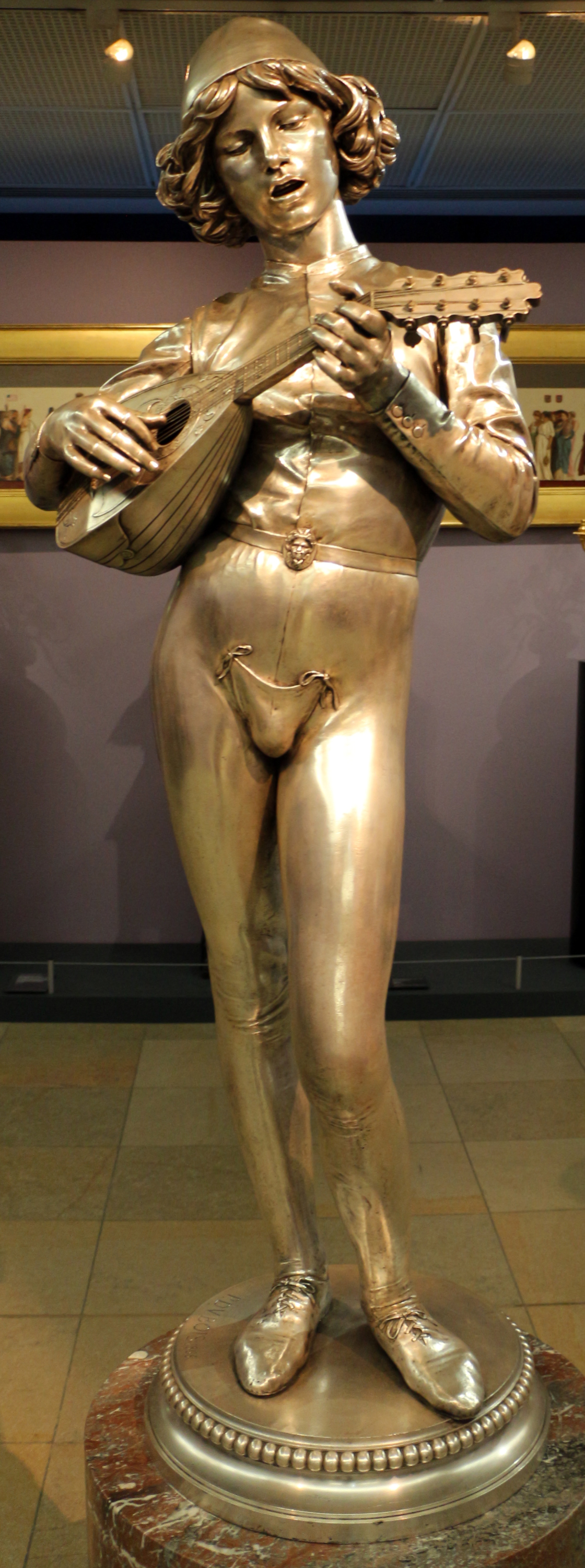
Chanteur florentin du XVe siècle (1865), Paris, musée d'Orsay.
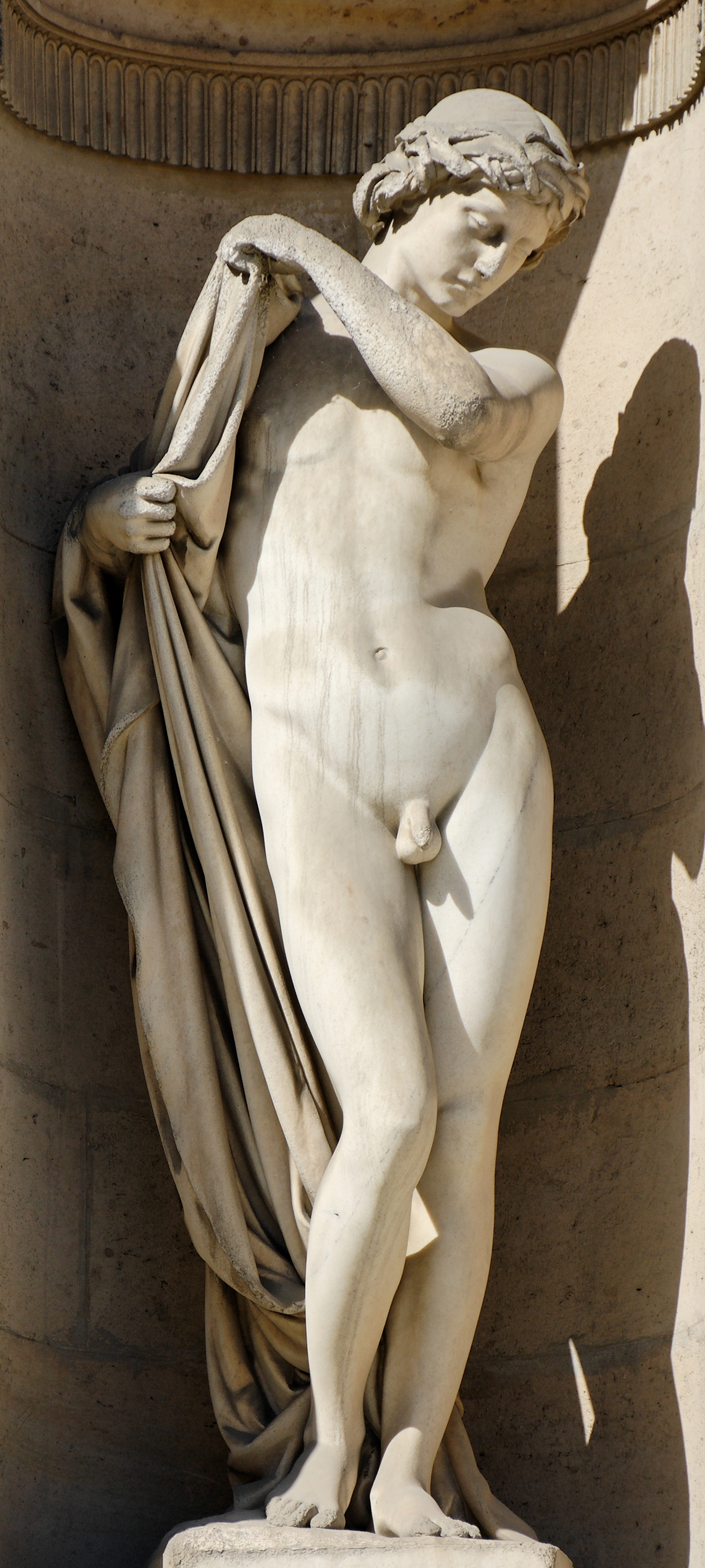
Narcisse (1866), Paris, cour carrée du palais du Louvre.
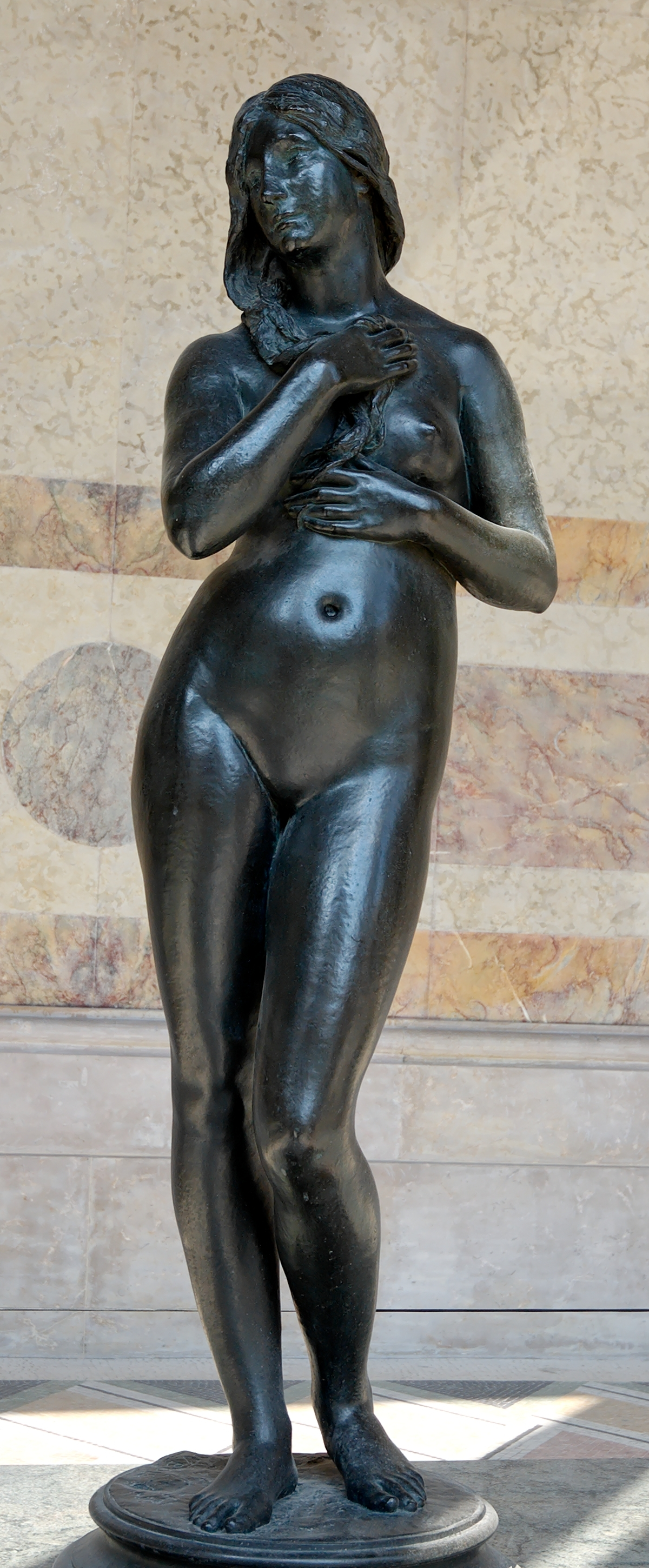
Ève naissante (1873), Paris, Petit Palais.
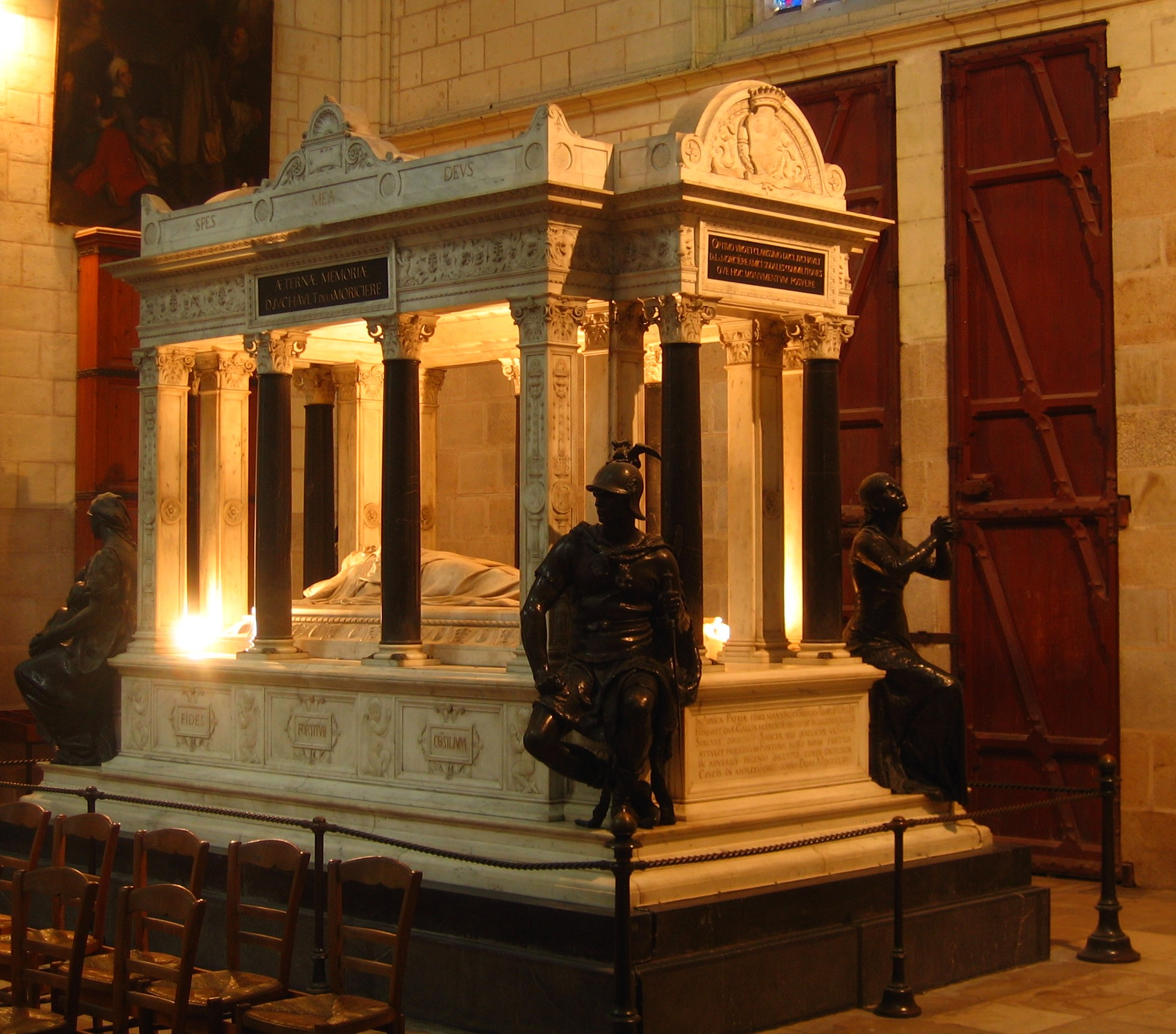
Cénotaphe du général de Lamoricière (1879), Nantes, Cathédrale Saint-Pierre-et-Saint-Paul.
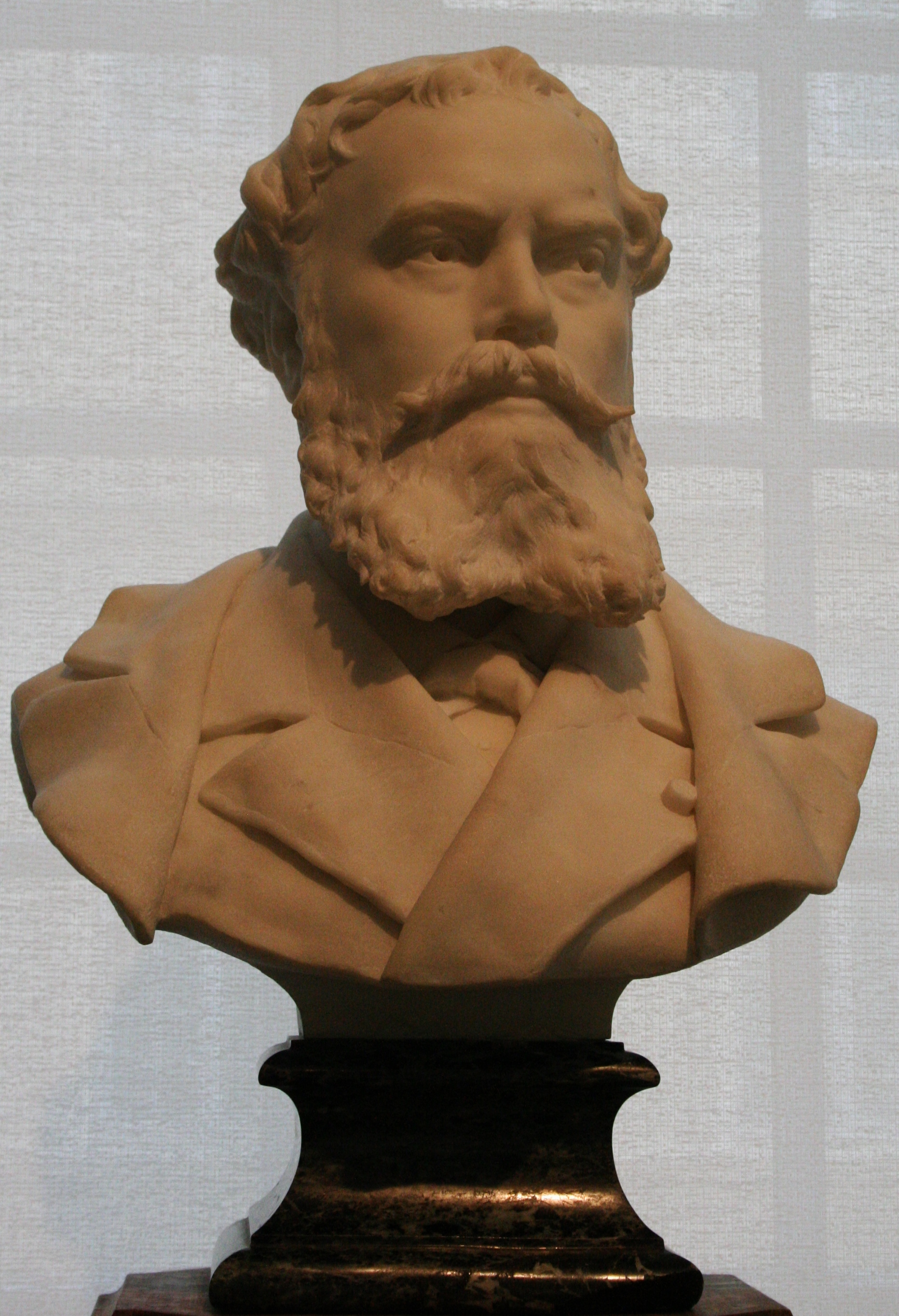
Buste d’Alexandre Cabanel (1882), Montpellier, musée Fabre.
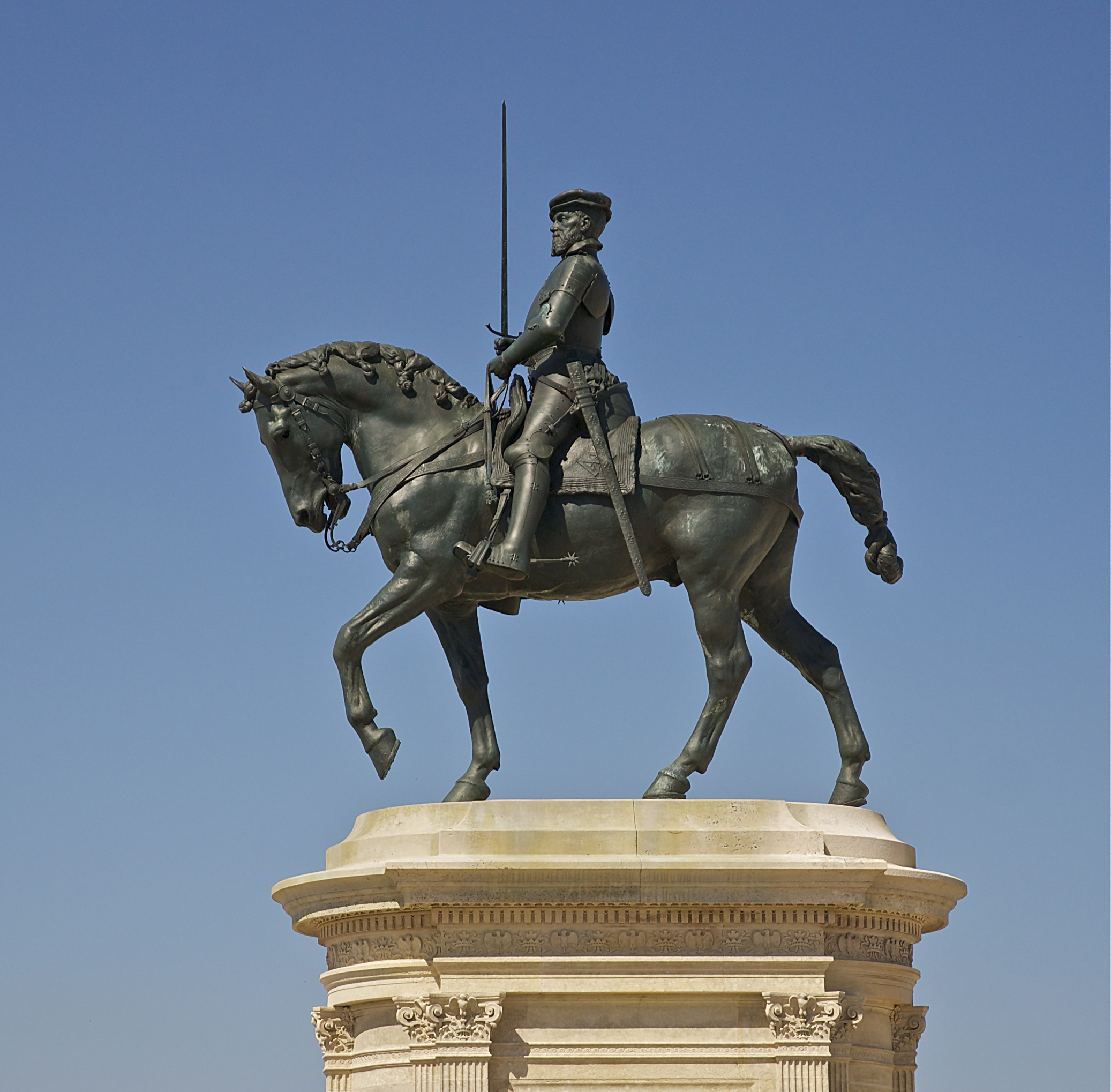
Monument à Anne de Montmorency (1886), château de Chantilly.
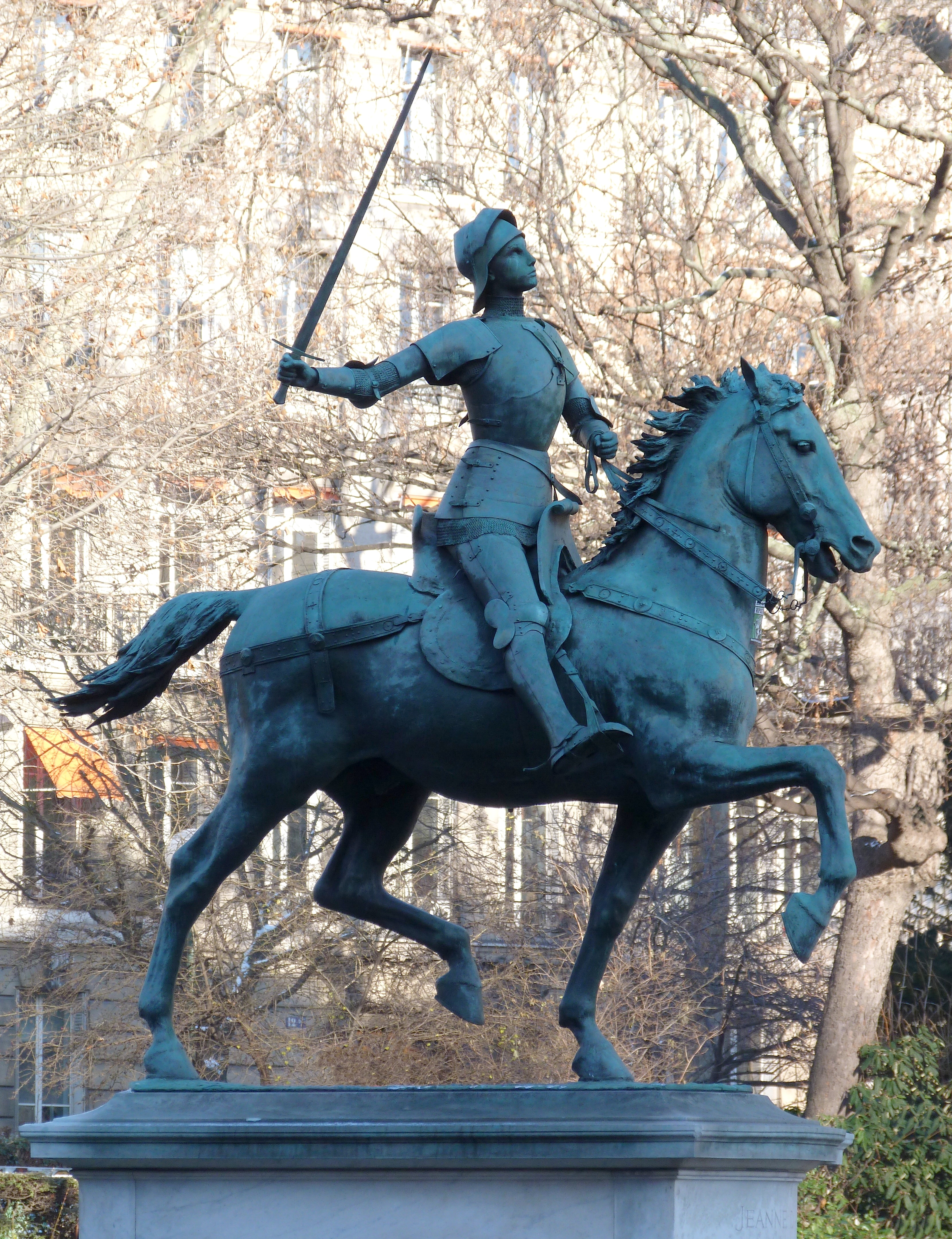
Monument à Jeanne d'Arc (1900), Paris, place Saint-Augustin.
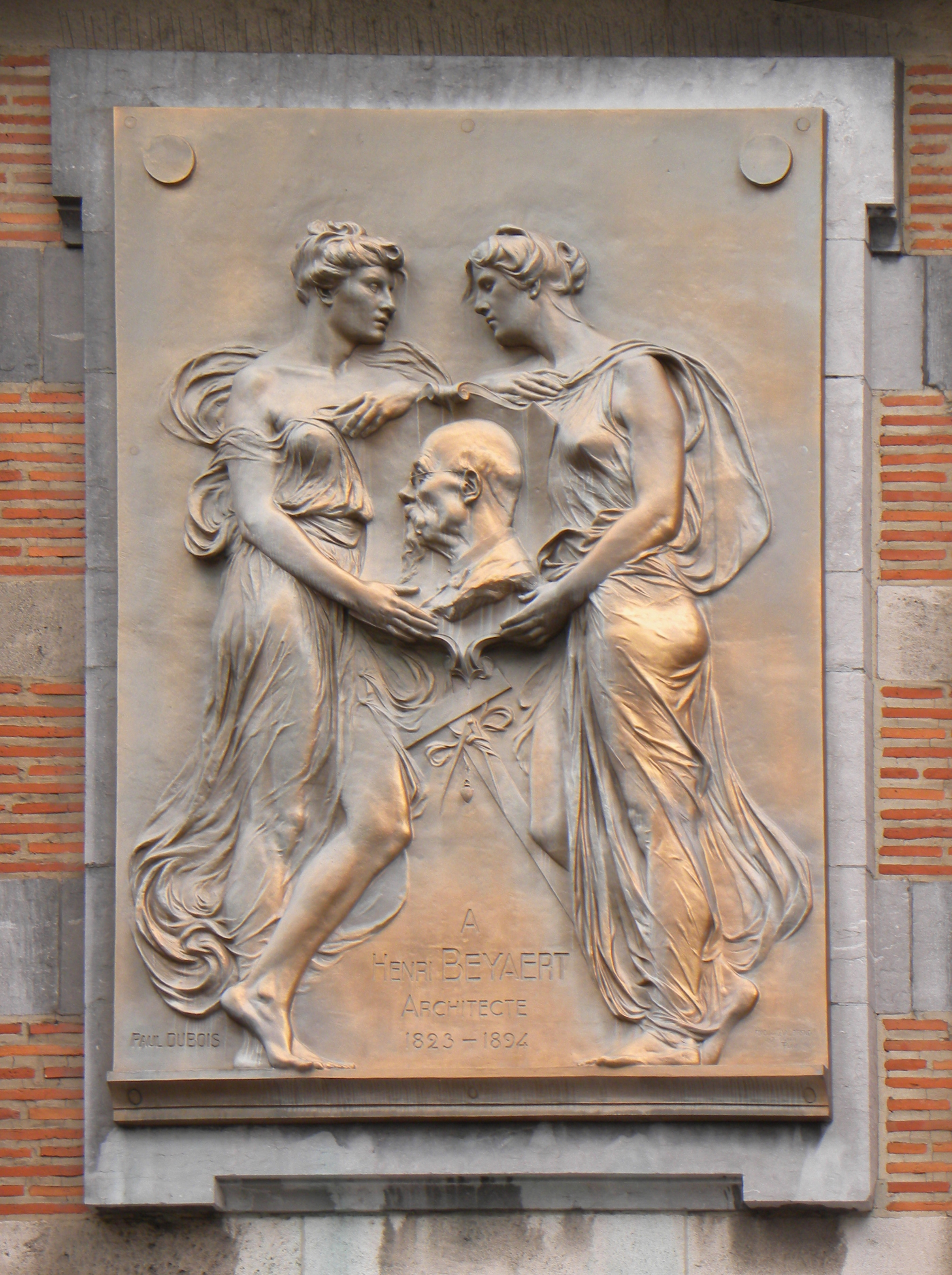
L'Architecte Henri Beyaert, 1823-1894 Bruxelles, Maison des Parlementaires.

## Salons
- Salon de 1865 : Chanteur florentin du XVe siècle, médaille d'honneur.
- Salon des artistes français de 1877, La Charité et La Sagesse.

## Élèves
- Alfred Boucher
- André-Pierre-Henri Broussard
- Camille Claudel
- Helen Dohlmann
- Jean Gautherin
- Henry Gerbault
- Louis-Auguste Girardot
- Robert Mermet (1896-1988), élève en 1921[10]
- Henry Parayre
- Fabio Stecchi